# Lalka (figurka)

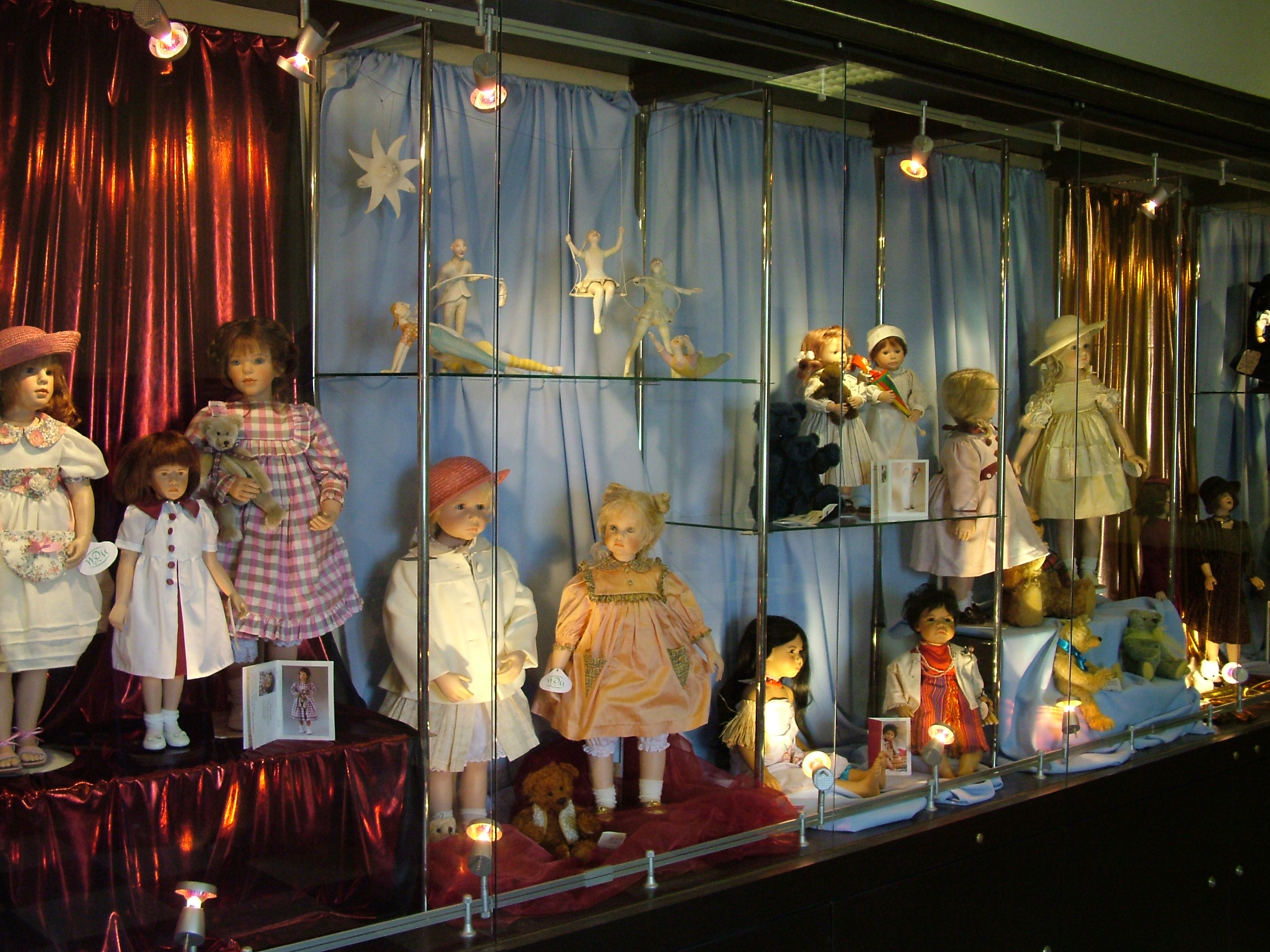
Lalki, Węgry

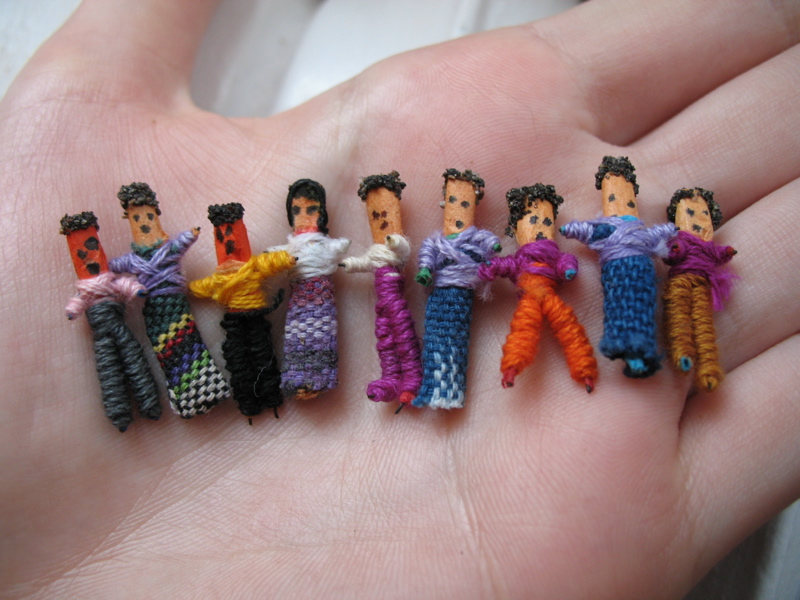
Lalki, Gwatemala

Lalka – figurka przedstawiająca człowieka (często niemowlę), zwierzę lub fikcyjnego humanoida, współcześnie zwykle wykonana z plastiku i tkaniny.
Lalki są najczęściej używane jako zabawki dla dzieci, przeważnie dziewczynek. Inne typy lalek są przeznaczone dla starszych dzieci i dla dorosłych do kolekcjonowania. Lalki bywają też elementem dekoracyjnym. W pewnych kulturach mają znaczenie symboliczne i są wykorzystywane w ceremoniach i rytuałach, jako idole przedstawiające bóstwa.
Z badań archeologicznych wynika, że należą do najstarszych znanych ludzkości zabawek – znajdowano je w egipskich grobowcach datowanych na 2000 lat p.n.e.